# لیک هالیدی، ایلینوی
لیک هالیدی (به انگلیسی: Lake Holiday) یک منطقهٔ مسکونی در ایالات متحده آمریکا است که در شهرستان لاسال، ایلینوی واقع شده‌است. لیک هالیدی ۴٬۷۶۱ نفر جمعیت دارد و ۱۹۸٫۱۲ متر بالاتر از سطح دریا واقع شده‌است.